# کرت مارشال
کرت مارشال  (انگلیسی: Kurt Marshall؛ زاده ۱۳ نوامبر ۱۹۶۵ درگذشته ۱۰ اکتبر ۱۹۸۸ (۲۲ سال)) بازیگر پورنوگرافی بود.